# Jay Corre
Jay Corre (* 30. November 1924; † 26. Oktober 2014) war ein US-amerikanischer Jazz-Holzbläser (Tenorsaxophon, Klarinette, Flöte) und Arrangeur.
Corre wirkte ab den späten 1950er-Jahren bei Bigband- und Ensemble-Aufnahmen in Los Angeles mit, u. a. bei Claude Gordon, Herbie Harper, Jack Constanzo ( Latin Fever , 1958) und Harry James (Harry James ...Today , 1960). In den 1960er-Jahren spielte er in der Bigband von Buddy Rich, zu hören auf Alben der Buddy Rich Big Band wie Swingin’ New Big Band, Big Swing Face und The New One!. Er wirkte dabei auch bei Aufnahmen mit Sammy Davis junior mit. Als Solist war er bei Rich in Titeln wie Critic's Choice, New Blues, Up Tight und Willowcrest zu hören und arrangierte Titel wie Lament for Lester. 1967 trat er mit Rich auf dem Newport Jazz Festival auf. 1978 war er Mitglied der Chubby Jackson All-Star-Bigband. Anfang der 1980er-Jahre nahm er in Atlantic City mit eigener Band (u. a. mit Freddy Cole) das Album The Earth Is But One Country, And Mankind Its Citizens auf. Im Bereich des Jazz war er zwischen 1956 und 2002 an 33 Aufnahmesessions beteiligt, u. a. auch mit Ella Fitzgerald, Oscar Peterson und Dave Brubeck.